# MB–326
Az Aermacchi MB–326 egy olasz fejlesztésű kiképző és csatarepülőgép, amelyet Olaszországon kívül gyártottak még Ausztráliában, Brazíliában és Dél-Afrikában. Az Olasz Légierő felderítőként is alkalmazta. Az eredetileg fegyverzet nélküli repülőgépek későbbi változatain fegyverfelfüggesztéseket szereltek a szárnyak alá. Gyakran repültek harci bevetéseken Angolában és Namíbiában. Az össztermelés 763 gép volt. Ma a legtöbb helyen kivonták őket.

## Gyártása
Olaszország
Dél-AfrikaAtlas Impala.
BrazíliaEmbraer EMB–326GB és Xavante.

## Típusváltozatok
MB–326
MB–326A
MB–326B
MB–326C
MB–326D
MB–326E
MB–326F
MB–326G
MB–326GB
MB–326GC
AT–26 Xavante
RT–26 Xavante
MB–326H
MB–326K
Impala Mk.II
MB–326KB
MB–326KD
MB–326KG
MB–326KT
MB–326L
MB–326LD
MB–326LT
MB–326M
Impala Mk.I
MB–326RM

## Fordítás
- Ez a szócikk részben vagy egészben  az   Aermacchi MB-326 című olasz Wikipédia-szócikk ezen változatának fordításán alapul.  Az eredeti cikk szerkesztőit annak laptörténete sorolja fel. Ez a jelzés csupán a megfogalmazás eredetét és a szerzői jogokat jelzi, nem szolgál a cikkben szereplő információk forrásmegjelöléseként.